# Grand-Rullecourt
Grand-Rullecourt település Franciaországban, Pas-de-Calais megyében. Lakosainak száma 380 fő (2022. január 1.). Grand-Rullecourt Beaufort-Blavincourt, Liencourt, Sombrin, Sus-Saint-Léger, Warluzel, Avesnes-le-Comte és Berlencourt-le-Cauroy községekkel határos.

## Népesség
A település népességének változása:
| Lakosok száma | 404  | 420  | 426  | 410  | 397  | 385  | 381  | 380  | 380  |
|               | 2013 | 2015 | 2016 | 2017 | 2018 | 2019 | 2020 | 2021 | 2022 |